# Dactylaria appendiculata
Dactylaria appendiculata är en svampart som beskrevs av Cazau, Aramb. & Cabello 1990. Dactylaria appendiculata ingår i släktet Dactylaria, ordningen disksvampar, klassen Leotiomycetes, divisionen sporsäcksvampar och riket svampar.   Inga underarter finns listade i Catalogue of Life.